# هربرت ويلبرفورس
هربرت ويلبرفورس (بالإنجليزية: Herbert Wilberforce)‏ مواليد 08 فبراير 1864 في ميونخ - الوفاة 28 مارس 1941 في لندن، كان لاعب كرة مضرب بريطاني وكان يلعب باليد اليمنى. كما أنه أحد أبطال الجراند سلام. أعلى تصنيف له في الفردي كان المركز الـ 7 في سنة 1883. سبق أن شارك في دورة الألعاب الأولمبية الصيفية.

## بطولات حققها
- دورة رولان غاروس الدولية
- بطولة ويمبلدون
- بطولة أستراليا المفتوحة للتنس
- بطولة أمريكا المفتوحة للتنس

## النهائيات

### الزوجي (الألقاب 1, الوصافة 1)
| الحصيلة | السنة | البطولة  | الشريك           | المنافس في النهائي            | النتيجة في النهائي      |
| ------- | ----- | -------- | ---------------- | ----------------------------- | ----------------------- |
| الفوز   | 1887  | ويمبلدون | باتريك باوز ليون | إتش جاي كريسبوس إي بارات سميث | 7–5, 6–3, 6–2           |
| الوصافة | 1888  | ويمبلدون | باتريك باوز ليون | إرنست رينشو وليام رينشو       | 6–2, 6–1, 3–6, 4–6, 3–6 |

## روابط خارجية
- هربرت ويلبرفورس على موقع رابطة محترفي التنس (الإنجليزية)
- هربرت ويلبرفورس على موقع أرشيف التنس.كوم (الإنجليزية)